# Nola benguetensis
Nola benguetensis är en fjärilsart som beskrevs av Alfred Ernest Wileman och South 1916. Nola benguetensis ingår i släktet Nola och familjen trågspinnare. Inga underarter finns listade i Catalogue of Life.